# زينب بنت الكمال
أم عبد الله زينب بنت كمال الدين أحمد بن عبد الرحيم السعديّة الجماعيلية الصالحية المقدسية الدمشقية، (مواليد 646 هـ-1248 م/ ووفيات 19 جمادى الأولى، 740 هـ-22 نوفمبر، 1339 م)، هي عالمة ومحدثة من أهل السنة والجماعة، تتبع المذهب الحنبلي. تنتمي لعائلة المقادسة الشهيرة، التي كان لها مكانة دينية وعلمية وسياسية وعسكرية. بدأت طلب العلم منذ أن كانت صغيرة وترحلت في سبيل لقاء العلماء والتعلم منهم، فنبغت في علم الحديث حتى أصبحت كبيرة علماء الحديث في زمانها، فأتها التلاميذ من كل مكان طلباً للعلم عندها، وخرج من تلاميذها الكثير من المشاهير والأعيان والعلماء من شتى الفروع. لَم تتزوج أبداً فلقبت بالعذراء، وعمرت حتى توفيت عن سن يُناهز الـ 94 سنة.

## سيرتها

### نسبها
هي زينب بنت كمال الدين أبي العباس أحمد بن كمال الدين عبد الرحيم بن عبد الواحد بن أحمد بن عبد الرحمن بن إسماعيل بن منصور السعدية الجماعيلية الصالحية المقدسية الدمشقية. وكانت تتكنى بكينيتين رغم عدم إنجابها للأطفال، وهما أم عبد الله وأم محمد.

### عائلتها
تنتمي لعائلة المقادسة الحنبلية التي تعود أصولها إلى بيت المقدس وتحديداً جماعيل، وقد نزحت هذه العائلة إلى منطقة الصالحية بدمشق بسبب احتلال الصليبيين للقدس، وهناك في دمشق نبغت هذه العائلة بشتى المجالات العلمية، وخرج منها مئات العلماء نساءً ورجالاً وأبرزهم كان العالم ابن قدامة فسُموا آل قدامة، وكان لهم نشاط ديني وعلمي وسياسي وعسكري عظيم خلال العهد الأيوبي والمملوكي، وتعتبر عائلتها من أعمدة المذهب الحنبلي بسبب كثرة الفقهاء الحنابلة بينهم، واستمرت بإنجاب مئات العلماء لمدة 700 سنة. والمقادسة يتقسمون لعدة فروع منها أسرة عبد الواحد بن أحمد السعدي التي ينتهي نسبها لقبيلة بني سعد العربية، التي تربطها بآل قدامة المصاهرة والخؤلة والقرابة، وتنتسب إليها زينب.
ومن أسرة زينب خرج الكثير من العلماء منهم؛ العالم والفقيه الحنبلي ضياء الدين المقدسي أخ جدها، والعالم شمس الدين أحمد بن عبد الواحد البخاري الذي كان أيضاً أخ جدها، وجدها العالم كمال الدين عبد الرحيم بن عبد الواحد، وابن عم جدها الفقيه عبد الرحمن بن إبراهيم، وابن عم والدها العالم فخر الدين علي بن أحمد، وابن عمة والدها العالم سيف الدين ابن المجد، وعمها هو العالم شمس الدين محمد بن عبد الرحيم المقلب بـ «ابن الكمال»، وعمتها هي العالمة فاطمة بنت عبد الرحيم، ووالدها هو المحدث والفقيه والإمام كمال الدين أحمد بن عبد الرحيم، وزوج أختها هو العالم محب الدين السعدي المقدسي، وأبناء أختها أحمد ومحمد كانا أيضاً علماءً.

### حياتها
ولدت عام 646 هـ-1248 م في دمشق، ونشأت في بيئة مليئة بالعلماء، وما أن بلغت من العمر سنتين فقط عام 648 هـ بدأ والدها ووالدتها بتعليمها وأرسلوها إلى العالمة حبيبة بنت أبي عمر لتتولى هذا الأمر، وعندما اشتد عودها تعلمت وسمعت الحديث النبوي من العالم محمد بن عبد الهادي المقدسي، وأخيه عبد الحميد بن عبد الهادي، وخطيب مردا، وسبط ابن الجوزي وإبراهيم بن خليل، وابن عبد الدائم، وأبي الفهم اليلداني. ثم سافرت وترحلت لطلب العلم أيضاً خارج دمشق فذهبت لماردين وبغداد وحلب وحران والإسكندرية والقاهرة.
وعندما ذهبت لماردين تتلمذت على يدي عبد الخالق بن الأنجب النشتبري، حتى منحها الإجازة - والإجازة بمثابة الشهادة والدرجة العلمية -. وفي حلب، تتلمذت على يد يوسف بن خليل حتى منحها الإجازة. وفي حران تتلمذت على يد عيسى بن سلامة، ومنحها الإجازة. وفي الإسكندرية منحها الإجازة، أبو القاسم سبط السلفي. وفي القاهرة أخذت الإجازة محمد بن الخت والمنذري وأبو القاسم بن نميرة. وفي بغداد تعلمت وتتلمذت على يدي إبراهيم بن محمود بن الخير، وأبو نصر بن العليق، ومحمد بن المثنى، وعجيبة بنت أبي بكر الباقدارية، وابن جعيد بن السعدي، ويحيى بن نميرة، وأبو جعفر محمد بن السندي، والمبارك ابن الخواص، ومحمد بن الهني، ومحمد بن نصر ابن الحصري، ومحمد بن علي ابن بقاء، وابن السباك، وفضل الله بن عبد الرزاق الجيلي، وعلي بن عبد العزيز بن الأخضر، وعلي بن عبد اللطيف ابن الخيمي، ومحمد بن علي بن أبي السهل، وصالح ابن السبتي، ويحيى بن يوسف الصرصري، فمنحوها جميعهم الإجازة. ومن مسقط رأسها دمشق أجاز لها الرشيد أحمد بن مسلم، وأبو علي البكري.
وكانت تحفظ مئات الكتب والأجزاء غيباً، وقد حفظتهم وتعلمتهم من أساتذتها وشيوخها بالإسناد العالي لأصحاب الكتب وقرأتها عليهم، وبعدما أخذت الإجازة والإذن من أولئك الشيوخ قامت هي بالمقابل بتعليم ورواية وتحفيظ هذه الكتب لتلامذتها. ومن بين هذه الكتب؛ صحيح مسلم، ومنتقى الجزء الأول والثالث من حديث أبي القاسم عبد الله المردوزي، ومقدمة كتاب الاستذكار لابن عبد البر في ما رسمه مالك بن أنس في الموطأ، وجزء بداية الحلاج لابن باعويه الصوفي، وجزء من أحاديث محمد بن عاصم، وكتاب الدعاء للقاضي المحاملي، ومنتقى حديث خالد بن مرداس السراج على يدي أستاذها ابن طبرزد. وأمالي الحافظ الناقداني، وحديث عمر بن زرارة، والجزء الحادي عشر من كتاب فضائل الصحابة للدارقطني على يدي مسعود بن الحسن الثقفي. وحديث عبد العزيز الأزجي، على يدي جعفر الهُذلي. وكتاب تحريم النرد والشطرنج لمحمد الآجري، على يدي مجد الدين ابن تيمية.
وكتاب وفيات المصرييين، والجزء الرابع من كتاب رباعي العلوم لابن موسى الأصبهاني، وكتاب الأوائل لابن أبي عاصم النبيل، وكتاب جميع فضائل القرآن العظيم لجعفر القرماني، وحديث أبي سعيد بن سالم الشاش، وأمالي أبي بكر أحمد بن سالم الفقيه، وحديث عبيد الله بن عمر، وأمالي طراد، ومنتقى فوائد الرئيس أبي الفضل أحمد بن محمد، وأمالي النقاش، وكتاب الشكر لابن أبي الدنيا، وفوائد عبد الرحمن بن عبد الله الخرقي، على يدي سبط السلفي. وحديث هشام بن أبي عبد الله الدستواي، وعوالي سعيد بن منصور، وعوالي حديث هشام بن عروة، والجزء الثاني من انتقاء الحسن الوحشي، وأمالي علي بن محمد الأسواري، ومسند يحيى بن معين، وحديث عبد الله بن محمد بن حيان، والجزء الثالث من حديث ابن حجر بن إياس السعدي، وحديث أبي عمر السماك، وحديث يونس بن علي، على يدي أبي الحجاج يوسف بن خليل. والجزء الثاني من حديث أبي الحسين محمد بن المظفر، وكرامات الأولياء للحسن بن محمد الحلال، على يدي أبو النصر بن العليق. وحكايات منتخبة لمحمد بن سعيد بن نبهان، على يدي أبي عبد الله محمد بن أبي البدر النهواني.
ومسند أبي بكر الصديق، وحديث أبي محمد بن محمد بن صاعد، وكتاب مسند المقلين من الأمراء والسلاطين لتمام الرازي، وأمالي أبي موسى المديني الأصفهاني، ومسموعات ابن رزق التميمي، والجزء الخامس من كتاب صفات رب العالمين لمحمد بن أحمد بن المحب المقدسي، ومشيخة الحسن بن شاذان، والجزء الأول من أمالي أبي حفص عمر بن إبراهيم الكناني، والجزء الثاني من أفراد الدارقطني، وحديث أبي سليمان محمد بن الحسين الحراني، على يدي عجيبة الباقدارية. وفوائد أبي الحسن طلحة النعالي، وكتاب الغرباء للآجري، وجزء حنبل بن إسحاق، وحكايات الشافعي، وأمالي حمزة الكناني، على يدي إبراهيم بن محمود بن الخير. وحديث آدم بن أبي إياس العسقلاني، على يدي محمد بن عبد الهادي المقدسي. وكتاب الصمت لابن أبي الدنيا، وحديث أبي عمر أحمد بن عبد الجبار العطاردي، وأمالي الحسن المخلدي، وأمالي الكتاني، ومنتقى حديث أبي الحسن النعالي، ومشيخة عبد الرحمن ابن الجوزي، وكتاب أخلاق النبي، وكتاب الاعتكاف، على يدي ابن السيدي. وأحاديث الحسين الغضايرمي، على يدي أبي الفضل الهمداني. والجزء الثاني من الفوائد المنتقاة برواية عثمان الدقاق، وحديث عبد الله بن أبي أيوب المخدمي، وكتاب الفرج بعد الشدة لابن أبي الدنيا، على يدي محمد التاجر، وغيرها كثير.
نبغت واشتهرت وأصبحت مسندة الشام في زمانها، وقصدها وترحل إليها طلبة العلم من كل مكان، حتى تزاحم عليها مئات الطلبة والتلاميذ لطلب العلم منها كباراً وصغاراً، وخرج من تحت إيديها الكثير من العلماء في شتى الفروع، وكان على رأسهم الذهبي وتاج الدين السبكي وعلم الدين البرزالي وجمال الدين المزي وابن رافع، ومنحت أكثرهم الإجازة، ومن ضمن أولئك العالم والمؤرخ صلاح الدين الصفدي الذي أجازته في عام 729 هـ عندما كان عمرها 84 سنة. وكان من ضمن تلاميذها المشاهير؛ محمد بن الموفق أحمد بن عبد المجيد المرداوي، وإبراهيم الكتاني، وعبد الرحمن بن أحمد الذهبي، وشمس الملوك بنت الناصر، والصلاح عبد القادر بن إبراهيم.
وأكثر تلاميذها من العلماء الذين لازموها وأكثروا من نقل العلم عنها، هم؛ ابن رافع، ومحمد ابن الواني، والسروجي، والذهلي، والتنسي، وابن السفاقسي، وابن الكويك. وكانت من عادة كبار العلماء آنذاك أن يوكلوا إليها مهمة تعليم أبناءهم ويرسلونهم إليها منذ طفولتهم. وكان الذهبي - وهو أحد تلاميذها - منقطعاً إليها ويُلقب والدها إذا ذكره بـ «والد شيختنا»، ولم تكتفي فقط بتعليمه هو فقط بل كانت مسؤولة أيضاً عن تعليم أبناء الذهبي ومن بعدهم علمت أحفاده. ومن أقوال الذهبي فيها: «مسندة الشام..المرأة الصالحة العذراء...شيخة صالحة متواضعة خيرة متوددة كثيرة المروءة...رحلة الشام..تفردت بأجزاء بالسماع، وبنحو وقر جمل بالإجازات، وروت شيئاً كثيراً وكتباً كباراً، وتزاحم عليها الطلبة، وكانت خيرة دينة لطيفة الأخلاق حسنة التودد طويلة الروح على الطلبة، ربما سمعوا منها أكثر النهار مع كونها أقعدت سنوات، وكانت متعففة قانعة مؤثرة كريمة النفس طيبة الخلق محببة إلى نساء الدين، ونزل الناس بموتها درجة فأثابها الله وجزاها عنا خيراً». وقال فيها تلميذها ابن رافع: «الشيخة الصالحة المسندة المعمرة...وكانت صالحة عابدة كثيرة الصلاة والصيام وفعل الخير وحدثت بالكتب الكبار، وكانت سهلة في التسميع محبة لأهل الحديث كريمة النفس، وانتفع بها». وقال عنها ابن حجر العسقلاني: «ونزل الناس بموتها درجة في شيء كثير من الحديث حمل بعير». وفي عام 726 هـ طلب العلم عندها الرحالة ابن بطوطة وكانت تدرسه في الجامع الأموي فأجازت له، وقال فيها: «الشيخة الصالحة رحلة الدنيا». وقد أُصيبت زينب بالعمى عندما كانت طفلة بسبب رمد أصاب عيونها، وعندما هرمت أصبحت مقعدة لعدة سنوات، ولَم تتزوج أبداً.
وكتب عنها تلميذها علم الدين البرزالي كتاباً نقله عنها في أحاديثها العالية الإسناد، اسماه «الأحاديث الموافقات العوالي للحافظة زينب بنت كمال المقدسية»، وطُبع هذا الكتاب عام 2006. وتوفيت زينب في ليلة الإثنين 19 جمادى الأولى، 740 هـ-22 نوفمبر، 1339 م في الصالحية بدمشق عن عمر يُناهز الـ 94 سنة، وصُلي عليها بعد صلاة الظهر من يوم الإثنين بجامع الحنابلة ودفنت بمقبرة عائلتها المقادسة المسماة «تربة ابن قدامة»، وكانت جنازتها مشهودة حرضها أعداداً هائلة وخرج إليها قضاة المذاهب الأربعة وجم غفير من العلماء.